# دریل دیکسون
دریل دیکسون یک شخصیت خیالی از سریال درام ترسناک The Walking Dead شبکه AMC است. این شخصیت برای سریال تلویزیونی توسط نویسندگان فرانک دارابونت ، چارلز اچ. اگلی و جک لوگیدیس به طور خاص برای نورمن ریداس خلق شده است و در کمیک‌هایی که سریال بر اساس آن ساخته شده است وجود ندارد. این شخصیت در فصل اول به عنوان یک ردیاب و متخصص معرفی شد که در سایه برادر بزرگترش مرل زندگی می کند. علیرغم بدخلقی و نوساناتش، به دلیل مهارتش در شکار حیوانات و کشتن واکرها، توسط گروه اصلی بازماندگان تحمل می شود.